# Ehningen
Ehningen är en kommun och ort i Landkreis Böblingen i regionen Stuttgart i Regierungsbezirk Stuttgart i förbundslandet Baden-Württemberg i Tyskland.
Kommunen ingår tillsammans med kommunen Gärtringen i kommunalförbundet Gärtringen/Ehningen.